# Vijaya Lakshmi Pandit
Vijaya Lakshmi Nehru Pandit (विजयलक्ष्मी नेहरू पंडित), née le 18 août 1900 à Allahabad (Inde) et morte le 1er décembre 1990 à Dehradun (Inde), est une femme politique et diplomate indienne, première femme présidente de l'Assemblée générale des Nations unies.

## Biographie

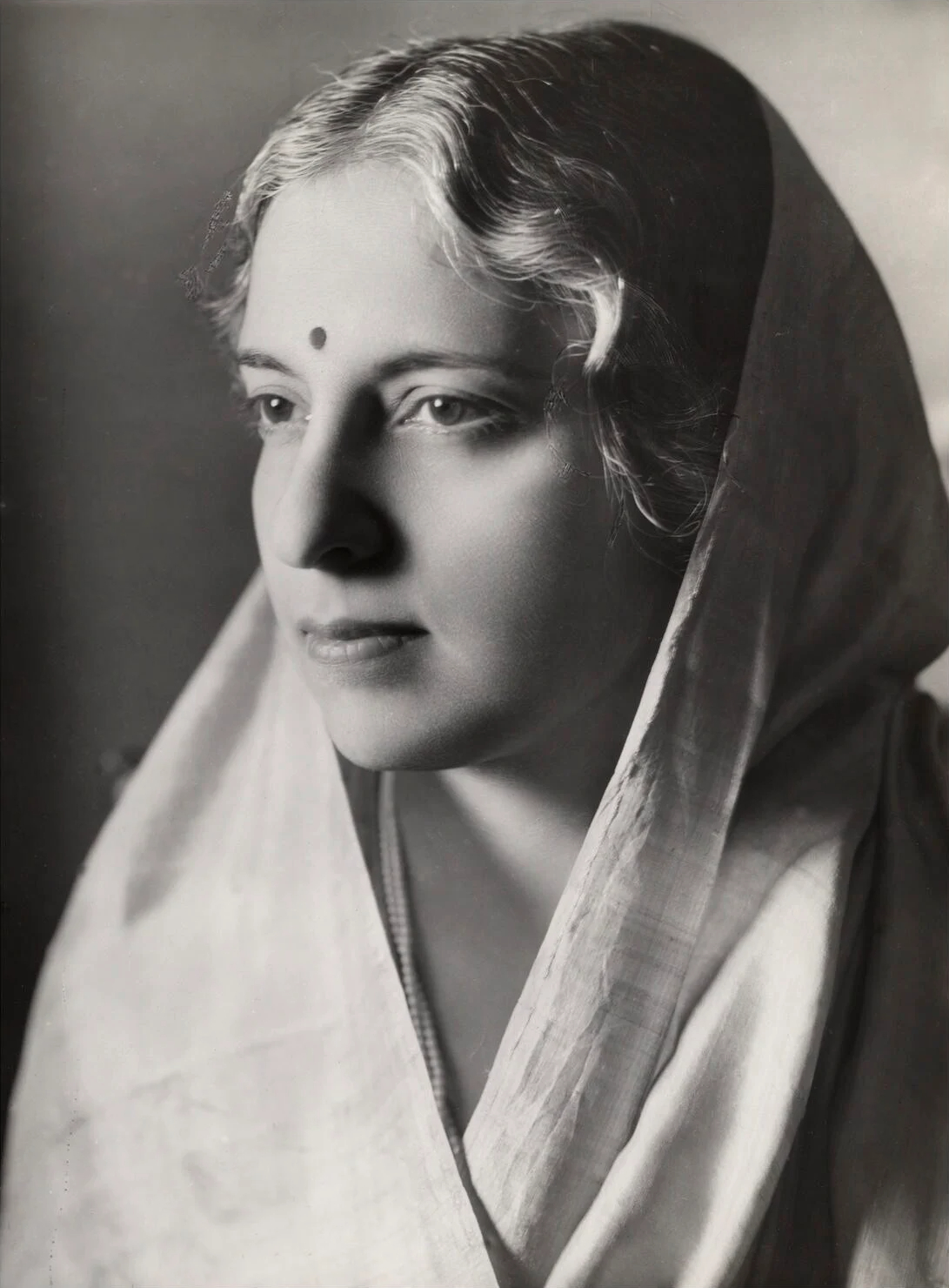
Vijaya Lakshmi Pandit en 1938.

Née en 1900, Vijaya Lakshmi Nehru Pandit est la sœur du Premier ministre indien Jawaharlal Nehru et de la femme de lettres Krishna Hutheesing. En 1921, elle épouse Ranjit Sitaram Pandit, jeune avocat. Militante nationaliste, elle fait son premier séjour en prison en 1932 (elle sera amenée à en faire deux autres). En 1937, elle est élue à l'assemblée des Provinces Unies (en) et nommée au poste de ministre du Gouvernement local et de la Santé publique. À ce titre, elle devient la première femme ministre de l'Inde britannique. Elle occupe ce poste jusqu'en 1939 puis une nouvelle fois de 1946 à 1947. Son mari meurt en 1944. En 1946, elle est élue à l'Assemblée constituante indienne.
À la suite de l'indépendance de l'Inde en 1947, elle entame une carrière diplomatique et devient ambassadrice de l'Inde dans plusieurs pays : en Union soviétique de 1947 à 1949, aux États-Unis et au Mexique de 1949 à 1951, en Irlande de 1955 à 1961 (pendant ce temps, elle est aussi Haut commissaire en Grande-Bretagne) puis et en Espagne de 1958 à 1961. Entre 1946 et 1968, elle dirige la délégation indienne aux Nations unies, assurant la présidence de cette assemblée en 1953.
Elle occupe le poste de gouverneur du Maharashtra de 1962 à 1964 puis, de 1964 à 1968, elle est députée à la Lok Sabha, élue à Phulpur, l'ancienne circonscription de son frère qui vient de mourir. 
Elle critique durement sa nièce Indira Gandhi, une fois celle-ci devenue Première ministre en 1966, et elle se retire de la vie politique indienne en 1977 après la dégradation de leurs relations. Après sa retraite, elle s'installe à Dehradun, dans la Doon Valley (en), sur les contreforts de l'Himalaya.
En 1979, elle devient représentante de la commission indienne des droits de l'homme. 
Elle a écrit plusieurs livres dont The Evolution of India (1958) et The Scope of Happiness: A Personal Memoir (1979).
Sa fille Nayantara Sahgal, qui vint habiter sa maison à Dehradun, est romancière.